# Покахонтас (Илиноис)
Покахонтас (енгл. Pocahontas) град је у америчкој савезној држави Илиноис.

## Демографија
По попису из 2010. године број становника је 784, што је 57 (7,8%) становника више него 2000. године.
| Група             | 2000.       | 2010.       |
| Белци             | 717 (98,6%) | 773 (98,6%) |
| Афроамериканци    | 1 (0,1%)    | 1 (0,1%)    |
| Азијати           | 2 (0,3%)    | 1 (0,1%)    |
| Хиспаноамериканци | 0 (0,0%)    | 4 (0,5%)    |
| Укупно            | 727         | 784         |